# Gaudichaudia subverticillata
Gaudichaudia subverticillata là một loài thực vật có hoa trong họ Malpighiaceae. Loài này được Rose mô tả khoa học đầu tiên năm 1903.